# Papunaua
Papunaua es uno de los tres áreas no municipalizadas del departamento colombiano de Vaupés. Tiene una altitud de 200 m s. n. m.